# انتخابات غير مباشرة

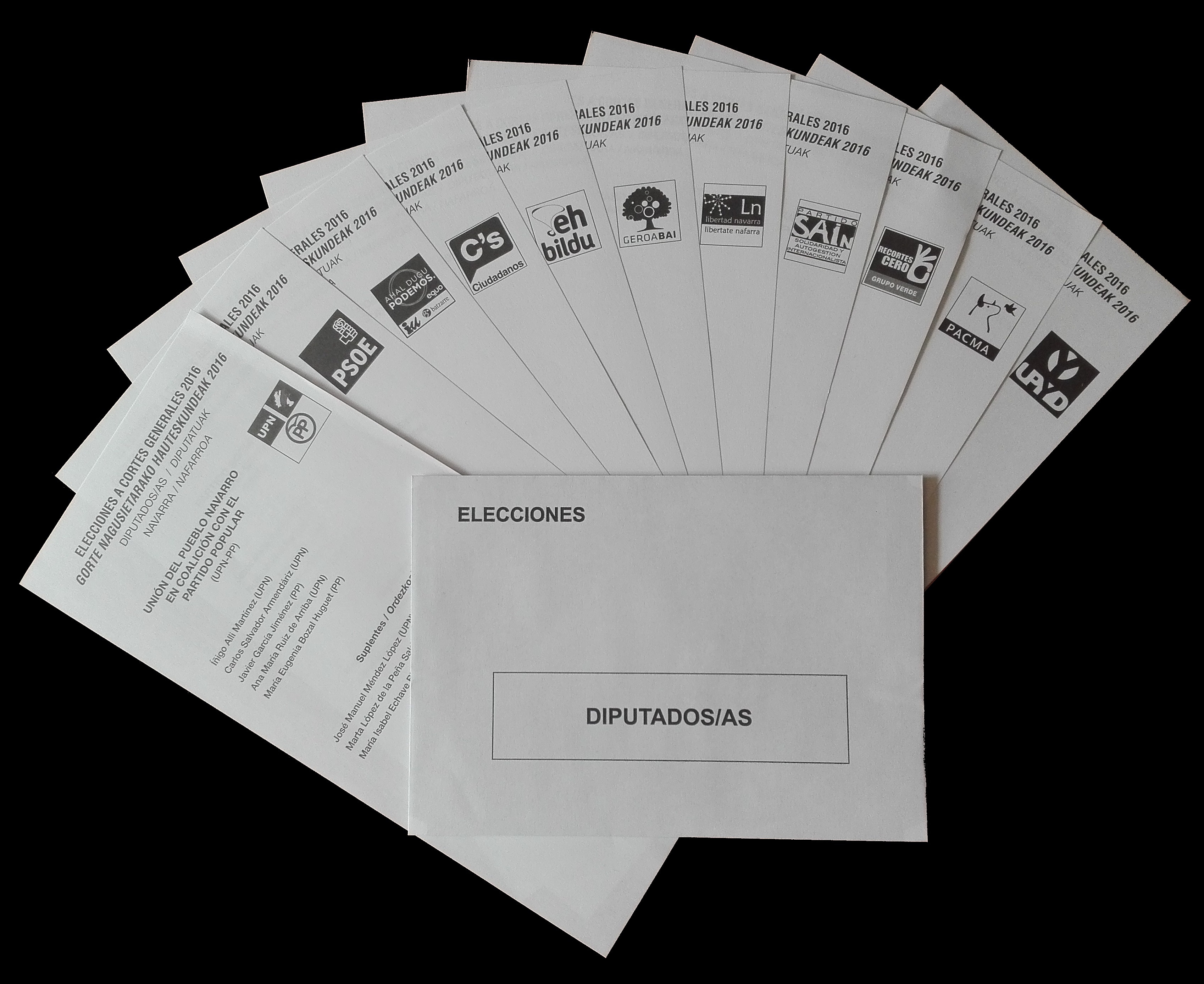

الانتخابات غير المباشرة هي عملية انتخابية لا يقوم المصوتون في الانتخابات بالاختيار بين المرشحين لمنصب ما، ولكنهم يختارون الأشخاص الذين سيختارون بدلاً منهم. فهذا النظام أحد أقدم أشكال الانتخابات ولا زال مستخدمًا حتى اليوم في اختيار العديد من مجالس الشيوخ والرؤساء. وتستخدم هذه الآلية أيضًا في انتخابات العديد من اتحادات نقابات العمال وتستخدم أحيانًا في المنظمات المهنية والمدنية والمنظمات الأخوية.
تضم بعض أمثلة الكيانات والأشخاص المنتخبين انتخابًا غير مباشر:
- يُنتخب رئيس الولايات المتحدة عبر آلية الانتخاب غير المباشر، فيختار المصوتون المجمع الانتخابي، الذي يختار بدوره الرئيس. ويُنتخب رئيس ألمانيا بطريقة مشابهة من خلال المؤتمر الفيدرالي الذي يعقد لهذا الغرض. الهند ودول أخرى متعددة تختار رئيسها أو رئيس الدولة الشرفي من خلال البرلمان.
- الجمعيات البرلمانية في مجلس أوروبا ومنظمة الأمن والتعاون في أوروبا واتحاد أوروبا الغربية والناتو - في جميع هذه الحالات ينتخب المصوتون البرلمانيين الوطنيين الذين ينتخبون بدورهم بعضًا من أعضاء تلك البرلمانات للمشاركة في الجمعيات البرلمانية
- البوندسرات الألماني، حيث ينتخب المصوتون أعضاء البرلمان الذين يختارون بدورهم أعضاء الحكومة التي تعين أعضاءها في البوندسرات
- يمكن أن تعتبر معظم الهيئات المشكلة من مندوبين عن الحكومات الوطنية، مثل الجمعية العامة للأمم المتحدة، منتخبة انتخابًا غير مباشر (بفرض أن الحكومات الوطنية منتخبة ديمقراطيًا في المقام الأول)
- المجلس التشريعي (مجلس الشيوخ في البرلمان) في الهند ينتخب انتخابًا غير مباشر، ويتم ذلك إلى حد كبير من خلال المشرعين في الولايات؛ مانموهان سينغ كان عضوًا في المجلس التشريعي ولكن اختاره حزب الأغلبية في لوك سابها الرابعة عشر (المجلس الأدنى في البرلمان) لمنصب رئيس الوزراء (2004-)؛ وبهذه الطريقة لم يفز سينغ مطلقًا بمنصب رئيس الوزراء من خلال انتخاب مباشر أو انتخاب شعبي، بل تم تقديمه باعتباره "تكنوقراط"؛
- كان مجلس النواب الأمريكي ينتخب انتخابًا غير مباشر من الهيئات التشريعية في الولاية حتى تم إقرار التعديل السابع عشر لدستور الولايات المتحدة عام 1913، بعد عدد من المحاولات على مدار القرن الماضي.
- انتخاب الحكومة في معظم الأنظمة البرلمانية - يختار المصوتون البرلمانيين الذين يختارون بدورهم الحكومة بما فيها رئيس الوزراء الأكثر تأثيرًا من بين أنفسهم

تنتخب معظم الدول ذات النظام البرلماني الرئيس انتخابًا غير مباشر مثل (ألمانيا وإيطاليا وإستونيا ولاتفيا والمجر والهند وإسرائيل).
في نظام وستمنستر، يصبح دائمًا في معظم الأحوال رئيس حزب الأغلبية في الحكومة رئيسًا للوزراء. ومن ثم يمكن القول إن رئيس الوزراء ينتخب انتخابًا غير مباشرٍ.
- في المملكة المتحدة يكون رئيس الوزراء غالبًا عضوًا في مجلس العموم، المجلس الأدنى، المجلس المنتخب من البرلمان

في إسبانيا، يصوت مجلس النواب على سحب الثقة من مرشح الملك (عادةً ما يكون رئيس الحزب الذي يدير حزبه البرلمان) والبيان الرسمي السياسي لهذا المرشح، ويعد هذا مثالاً على الانتخاب غير المباشر لـ رئيس الوزراء الإسباني.
يتم استخدام الانتخابات السياسية غير المباشرة في المناصب الوطنية الأقل درجة أيضًا. ففي الولايات المتحدة، كانت الهيئات التشريعية في الولايات تنتخب معظم أعضاء مجلس الشيوخ حتى عام 1913، عندما نص التعديل السابع عشر على إجراء انتخابات مباشرة لشغل تلك المناصب. وفي فرنسا، تكون انتخابات المجلس الأعلى في البرلمان، مجلس الشيوخ الفرنسي انتخابات غير مباشرة، حيث يطلق على المنتخبين اسم «المنتخبون العظماء» نواب منتخبين محليًا.
يعد المجمع الانتخابي في الولايات المتحدة أحد أشكال الانتخابات غير المباشرة، حيث يناط بهذا المجمع اختيار الرئيس. ولكن نادرًا ما يغير الناخبون تصويتهم الفعلي عما تعهدوا بالتصويت له، ومن ثم لم يحدث هذا العامل أي فارق في الانتخابات.